# Apostenus
Apostenus là một chi nhện trong họ Liocranidae.